# Арбошики
Арбоши́ки (груз. არბოშიკი) — село в Грузии. Находится в восточной Грузии, в Дедоплисцкаройском муниципалитете (районе) края Кахетия. Расположено у истока реки Узундарасхеви, на высоте 600 метров над уровнем моря. Расстояние до Дедоплис-Цкаро — 23 км. По результатам переписи 2014 года в селе проживало всего 1138 человек. Большинство населения — грузины. Основной доход населения — сельское хозяйство.

## История
Арбошики известно своим виноделием. Это одно из сёл, где виноделие является едва ли не единственным источником дохода населения.
Село также популярно среди археологов. В Арбошики часто обнаруживают древние артефакты.
Колхозы
В советское время в селе действовали колхозы имени Берия Арбошикского сельсовета Цителицкаройского района и колхоз «Цители Арбошики» (позднее — колхоз имени Калинина) Цителицкаройского района, которые занимались выращиванием винограда.
В колхозе имени Берия трудились Герои Социалистического Труда бригадир Гавриил Алексеевич Коташвили, звеньевые Елена Иосифовна Гугенишвили, Мария Георгиевна Джамалашвили и Анета Михайловна Сехниашвили.
В колхозе «Цители Арбошики» трудились Герои Социалистического Труда Георгий Иванович Аладашвили, Матро Давыдовна Алавердашвили, Тамара Георгиевна Ломидзе.